# Parti socialiste indépendant (Luxembourg)
Pour les articles homonymes, voir Parti socialiste indépendant.
Le Parti socialiste indépendant (PSI), aussi nommé Socialistes indépendants, est un ancien parti politique luxembourgeois créé dans les années 1970.

## Histoire
Le parti est créé à la fin des années 1970 par Jean Gremling (lb), député et ancien membre du parti ouvrier socialiste luxembourgeois (LSAP) qui quitta le parti, qu'il accusait de compromettre le socialisme. Il participe aux élections législatives de 1979 où le parti obtient un siège dans la circonscription Centre, qu'il perd aux élections suivantes.
Le parti est a priori dissout dans les années 1980.

## Résultats électoraux

### Élections législatives
| Année | Voix   | %   | Rang | Sièges |
| ----- | ------ | --- | ---- | ------ |
| 1979  | 66 909 | 2,0 | 7e   | 1 / 59 |
| 1984  | 81 002 | 2,4 | 6e   | 0 / 59 |

### Élections européennes
| Année | Voix   | %    | Sièges | Rang | Tête de liste | Groupe |
| ----- | ------ | ---- | ------ | ---- | ------------- | ------ |
| 1984  | 25 355 | 2,56 | 0 / 6  | 6e   |               |        |